# Jack George
John Edward George jr., detto Jack (Swissvale, 13 novembre 1928 – Fort Myers, 30 gennaio 1989), è stato un cestista e giocatore di baseball statunitense, professionista nella NBA.

## Carriera
Venne selezionato dai Philadelphia Warriors al tredicesimo giro del Draft NBA 1953 (101ª scelta assoluta).

## Statistiche

### NBA

#### Regular Season
| Anno       | Squadra          | PG  | PT | MP   | TC%  | 3P% | TL%  | RP  | AP  | PRP | SP | PP   |
| ---------- | ---------------- | --- | -- | ---- | ---- | --- | ---- | --- | --- | --- | -- | ---- |
| 1953-1954  | Philad. Warriors | 71  | -  | 37,3 | 35,2 | -   | 59,0 | 5,4 | 4,4 | -   | -  | 9,5  |
| 1954-1955  | Philad. Warriors | 68  | -  | 36,5 | 38,5 | -   | 66,0 | 4,4 | 5,3 | -   | -  | 11,4 |
| 1955-1956† | Philad. Warriors | 72  | -  | 39,4 | 37,4 | -   | 75,7 | 4,3 | 6,3 | -   | -  | 13,9 |
| 1956-1957  | Philad. Warriors | 67  | -  | 33,3 | 33,7 | -   | 68,3 | 4,7 | 4,6 | -   | -  | 10,5 |
| 1957-1958  | Philad. Warriors | 72  | -  | 26,5 | 37,0 | -   | 73,6 | 4,0 | 3,3 | -   | -  | 8,9  |
| 1958-1959  | Philad. Warriors | 46  | -  | 30,2 | 34,1 | -   | 73,0 | 4,6 | 3,6 | -   | -  | 9,8  |
| 1958-1959  | N.Y. Knicks      | 25  | -  | 19,8 | 35,8 | -   | 82,4 | 3,3 | 2,2 | -   | -  | 6,6  |
| 1959-1960  | N.Y. Knicks      | 69  | -  | 23,2 | 38,5 | -   | 76,7 | 2,9 | 3,5 | -   | -  | 9,5  |
| 1960-1961  | N.Y. Knicks      | 16  | -  | 16,8 | 33,3 | -   | 66,7 | 2,0 | 2,4 | -   | -  | 5,1  |
| Carriera   | Carriera         | 506 | -  | 31,3 | 36,4 | -   | 70,4 | 4,2 | 4,3 | -   | -  | 10,2 |

#### Playoffs
| Anno     | Squadra          | PG | PT | MP   | TC%  | 3P% | TL%  | RP  | AP  | PRP | SP | PP   |
| -------- | ---------------- | -- | -- | ---- | ---- | --- | ---- | --- | --- | --- | -- | ---- |
| 1956†    | Philad. Warriors | 10 | -  | 40,5 | 39,0 | -   | 74,6 | 4,7 | 5,2 | -   | -  | 13,6 |
| 1957     | Philad. Warriors | 2  | -  | 31,5 | 46,7 | -   | 66,7 | 3,5 | 3,0 | -   | -  | 9,0  |
| 1958     | Philad. Warriors | 8  | -  | 34,6 | 37,0 | -   | 80,0 | 4,8 | 3,9 | -   | -  | 9,5  |
| 1959     | N.Y. Knicks      | 2  | -  | 15,5 | 33,3 | -   | -    | 2,0 | 1,5 | -   | -  | 4,0  |
| Carriera | Carriera         | 22 | -  | 35,3 | 38,5 | -   | 75,3 | 4,4 | 4,2 | -   | -  | 10,8 |

## Palmarès
- Campionato NBA: 1

Philadelphia Warriors: 1956
- All-NBA Second Team (1956)
- 2 volte NBA All-Star (1956, 1957)